# 3846 Hazel
A 3846 Hazel (ideiglenes jelöléssel 1980 TK5) a Naprendszer kisbolygóövében található aszteroida. Carolyn Shoemaker fedezte fel 1980. október 9-én.